# Benevento (província)
A província de Benevento é uma província italiana da região de Campania com cerca de 220 159 habitantes, densidade de 117 hab/km². Está dividida em 78 comunas, sendo a capital Benevento.
Faz fronteira a norte com o Molise (província de Campobasso), a este com a Puglia (província de Foggia), a sul com a província de Avellino e província de Nápoles e a oeste com a província de Caserta.